# DM i quiz
DM i quiz er en quizkonkurrence, som afholdes hvert år af Dansk Quiz Forbund, og som skal finde Danmarks bedste quizzer og bedste quizhold. Mesterskabet har været afholdt siden 2010. Mesterskabet afholdes i begyndelsen af efteråret.

## Format
DM individuelt består af 2*2 runder adskilt af en lidt længere ”halvleg”; mellem runde 1 og 2, samt mellem runde 3 og 4, er der således kun en meget kort pause, hvor svar rettes og samles ind og nye spørgsmål udleveres. Hver runde varer 20 minutter, og der vil i hver runde være 20 spørgsmål. Det individuelle mesterskab vil således i alt have 80 spørgsmål. Der var til og med 2015 et decider-spørgsmål, der kom i spil i tilfælde af pointlighed. Decideren er ikke pointgivende i selve quizzen. Mesterskabet i 2015 blev afgjort på decider-spørgsmålet.
Fra og med 2016 er der blevet afholdt en finale bestående af de fem bedst placerede quizzere efter de 80 spørgsmål. Alle quizzere med samme antal point som quizzeren på femtepladsen deltager i finalen, således deltog der f.eks. i 2023 hele syv quizzere i finalen, da fire quizzere havde lige mange points på fjerdepladsen. I finalen stilles 10 spørgsmål, og i tilfælde af pointlighed (indledende runde + finale) efter disse, quizzes der "sudden death", til en vinder er fundet. Dette var tilfældet i 2022.
Hold-DM består af 4 runder af 24 min. med kortere pauser mellem hver runde. Hver runde indeholder 15 spørgsmål og således 60 spørgsmål i alt. Et af disse spørgsmål vil der være et decider-spørgsmål, der kun kommer i spil i tilfælde af pointlighed. Decideren er ikke pointgivende i selve quizzen.
Det første spørgsmål i hver runde er ledsaget af et musik-/lydklip. Der vil også være en række billeder tilknyttet en del af spørgsmålene. I begge tilfælde gælder det, at det præcise spørgsmål fremgår tydeligt af spørgsmålsformuleringer på de uddelte spørgsmålsark.

## Vindere

### Individuelt DM
Følgende quizzere er endt i top 3 ved DM i quiz for individuelle quizzere:
| År   | Vinder                 | 2. plads               | 3. plads               |
| ---- | ---------------------- | ---------------------- | ---------------------- |
| 2010 | Maj-Britt Christensen  | Søren Brøndum Laursen  | Morten Meng Pedersen   |
| 2011 | Heine Egeberg          | Søren Brøndum Laursen  | Morten Felding         |
| 2012 | Søren Brøndum Laursen  | Flemming Borg Nielsen  | Maj-Britt Christensen  |
| 2013 | Maj-Britt Christensen  | Troels II Munk         | Hans Ewald Skov Hansen |
| 2014 | Maj-Britt Christensen  | Niels Søndergaard      | Søren Brøndum Laursen  |
| 2015 | Troels II Munk         | Hans Ewald Skov Hansen | Maj-Britt Christensen  |
| 2016 | Hans Ewald Skov Hansen | Esben Holdt            | Rasmus Jørgensen       |
| 2017 | Anton Høj Jacobsen     | Rasmus Jørgensen       | Søren Brøndum Laursen  |
| 2018 | Anton Høj Jacobsen     | Jens Andersen          | Hans Ewald Skov Hansen |
| 2019 | Mads Theodorsen        | Esben Holdt            | Anton Høj Jacobsen     |
| 2020 | Aflyst pga. Covid-19   | Aflyst pga. Covid-19   | Aflyst pga. Covid-19   |
| 2021 | Rasmus Jørgensen       | Maj-Britt Christensen  | Hans Ewald Skov Hansen |
| 2022 | Flemming Borg Nielsen  | Rasmus Jørgensen       | Esben Holdt            |
| 2023 | Esben Holdt            | Rasmus Jørgensen       | Flemming Borg Nielsen  |
| 2024 | Mads Theodorsen        | Hans Ewald Skov Hansen | Anton Høj Jacobsen     |

### Hold-DM
Følgende quizhold er endt i top 3 ved DM i quiz for hold:
| År   | Vinder | 2. plads | 3. plads |
| ---- | --- | --- | --- |
| 2010 | Cum on feel the Noize Kirsten Rask Maj-Britt Christensen Glen Odgaard Håkan Wallmark                             | Hans Diller lever Morten Findstrøm Nils Kølle Carsten Munk Hansen Rasmus Kjær                                 | Globo Gym Flemming Borg Nielsen Hannibal Munk Jesper Stendal Sørensen Ulrik Skaarup Larsen                     |
| 2011 | Skabsviden Kirsten Melchiorsen Birgitte Mohr Asta Graunbøl Søren Brøndum Laursen                                 | Cum on feel the Noize Maj-Britt Christensen Kirsten Rask Håkan Wallmark Lise Bruun                            | Globo Gym Flemming Borg Nielsen Hannibal Munk Jesper Stendal Sørensen Ulrik Skaarup Larsen                     |
| 2012 | League of Extraordinary Gentlemen Niels Søndergaard Peter Ravn Rasmussen Troels II Munk Rasmus Hansen            | Duksene Frits Hansen Kjeld Danneskiold-Samsøe Jesper Kraft Anne-Mette Skjoldan                                | Werthers Echte Dorrit Werther Olav Overgaard Nielsen Morten Meng Pedersen Michael Scavenius                    |
| 2013 | League of Extraordinary Gentlemen Niels Søndergaard Morten Meng Pedersen Troels II Munk Peter Ravn Rasmussen     | Cum on feel the Tits Maj-Britt Christensen Glen Odgaard Mukke Pedersen Christian Skovsgaard                   | Globo Gym Flemming Borg Nielsen Hannibal Munk Anders Pedersen                                                  |
| 2014 | League of Extraordinary Gentlemen Niels Søndergaard Peter Ravn Rasmussen Søren Brøndum Laursen Peter Bjerre Rosa | Cum on feel the Noize Mukke Pedersen Glen Odgaard Kirsten Rask Håkan Wallmark                                 | Globo Gym Flemming Borg Nielsen Hannibal Munk Jesper Stendal Sørensen Ulrik Skaarup Larsen                     |
| 2015 | League of Extraordinary Gentlemen Niels Søndergaard Peter Ravn Rasmussen Søren Brøndum Laursen Troels II Munk    | Hybris-missen Morten Felding Steen Christensen Sergiu Zavrotschi Filip Jakobsen                               | Cum on feel the Noize Håkan Wallmark Kirsten Rask Maj-Britt Christensen Mukke Pedersen                         |
| 2016 | Hospitalsklovnene på psyk. Rasmus Jørgensen Nikoline Petersen Mathias Mølgaard Benjamin Vilmann                  | League of Extraordinary Gentlemen Niels Søndergaard Peter Ravn Rasmussen Troels II Munk Søren Brøndum Laursen | Cum on feel the Noize Kirsten Rask Håkan Wallmark Maj-Britt Christensen Mukke Pedersen                         |
| 2017 | League of Extraordinary Gentlemen Niels Søndergaard Søren Brøndum Laursen Peter Ravn Rasmussen Lars Knudsen      | New Fakes Mads Theodorsen Flemming Borg Nielsen Anders Pall Skött Troels Tranberg Breum                       | De Aller-Aller-Sidste Jedi's Jens Andersen Jens Gahms Brian Syndergaard Esben Christiansen                     |
| 2018 | Jeronimus' Vise Freja Liva Lind Anton Høj Jacobsen Esben Holdt Bo Ablo-Nielsen                                   | The Real New Fakes Mads Theodorsen Flemming Borg Nielsen Anders Pall Skött Troels Tranberg Breum              | De Aller-Aller-Sidste Jedi's Jens Andersen Jens Gahms Jacob Lövenlund Esben Christiansen                       |
| 2019 | Jeronimus' Vise Freja Liva Lind Anton Høj Jacobsen Esben Holdt Bo Ablo-Nielsen                                   | New Fakes Mads Theodorsen Flemming Borg Nielsen Anders Pall Skött Troels Tranberg Breum                       | League of Extraordinary Gentlemen Niels Søndergaard Søren Brøndum Laursen Peter Ravn Rasmussen Andreas McGrail |
| 2020 | Aflyst pga. Covid-19                                                                                             | Aflyst pga. Covid-19                                                                                          | Aflyst pga. Covid-19                                                                                           |
| 2021 | New Fakes Mads Theodorsen Flemming Borg Nielsen Anders Pall Skött Troels Tranberg Breum                          | Jeronimus' Vise Freja Liva Lind Anton Høj Jacobsen Esben Holdt Bo Ablo-Nielsen                                | Cum on Feel the Tits too Maj-Britt Christensen Mukke Pedersen Glen Odgaard Anders Pedersen                     |
| 2022 | Cum on Feel the Clown Tits Maj-Britt Christensen Mukke Pedersen Rasmus Jørgensen Anders Pedersen                 | Jeronimus' Vise Freja Liva Lind Anton Høj Jacobsen Esben Holdt Bo Ablo-Nielsen                                | New Fakes Mads Theodorsen Flemming Borg Nielsen Anders Pall Skött Troels Tranberg Breum                        |
| 2023 | Jeronimus' Vise Freja Liva Lind Anton Høj Jacobsen Esben Holdt Bo Ablo-Nielsen                                   | New Fakes Mads Theodorsen Flemming Borg Nielsen Anders Pall Skött Troels Tranberg Breum                       | League of Extraordinary Gentlemen Niels Søndergaard Søren Brøndum Laursen Andreas McGrail Anders Nygaard       |
| 2024 | Jeronimus' Vise Freja Liva Lind Anton Høj Jacobsen Esben Holdt Bo Ablo-Nielsen                                   | New Fakes Mads Theodorsen Flemming Borg Nielsen Anders Pall Skött Troels Tranberg Breum                       | Hospitalsklovnebussen Rasmus Jørgensen Nikoline Petersen Mathias Mølgaard Benjamin Vilmann                     |

1. ↑  Ved DM 2019 delte New Fakes og The League of Extraordinary Gentlemen 2. pladsen i holdkonkurrencen pga. et identisk decidersvar.